# Fredsmonumentet (staty)

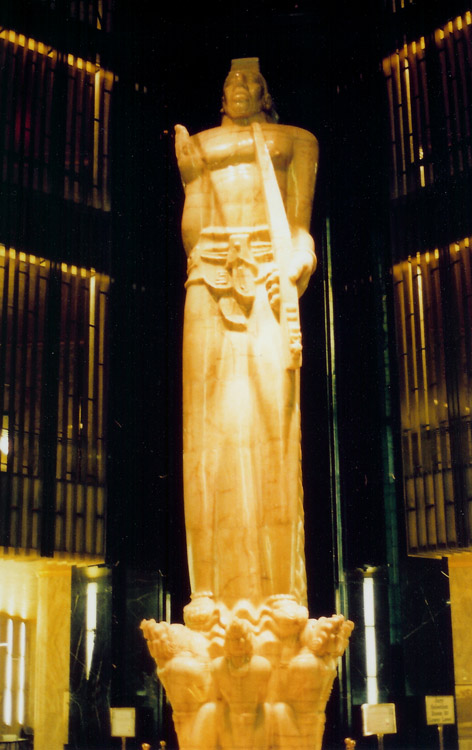
Fredsmonumentet i Saint Paul City Hall.

Fredsmonumentet, även  Indiansk fredsgud, är en skulptur i onyx av Carl Milles, som han skapade mellan 1932 och 1936 för stadshuset i Saint Paul, Minnesota, USA.
Även den här skulpturen, Monument of Peace, kom till efter många diskussioner och komplikationer från beställarens sida som var staden Saint Paul i Minnesota. Man ville ha en stor skulptur för lobbyn i sitt stadshus. Lobbyn var samtidigt tänkt som en “memorial hall”, en minneshall över alla de soldater från  Ramsey Court  som stupat i första världskriget. Uppdraget gick till Carl Milles som då levde och lärde vid Cranbrook Academy of Art. Han blev tillfrågad om han ville göra ett “krigsmonument”, men det ville han inte, utan han lyckades övertyga beställaren att satsa på ett “fredsmonument” istället och han föreslog att göra en stor indian i glas. 

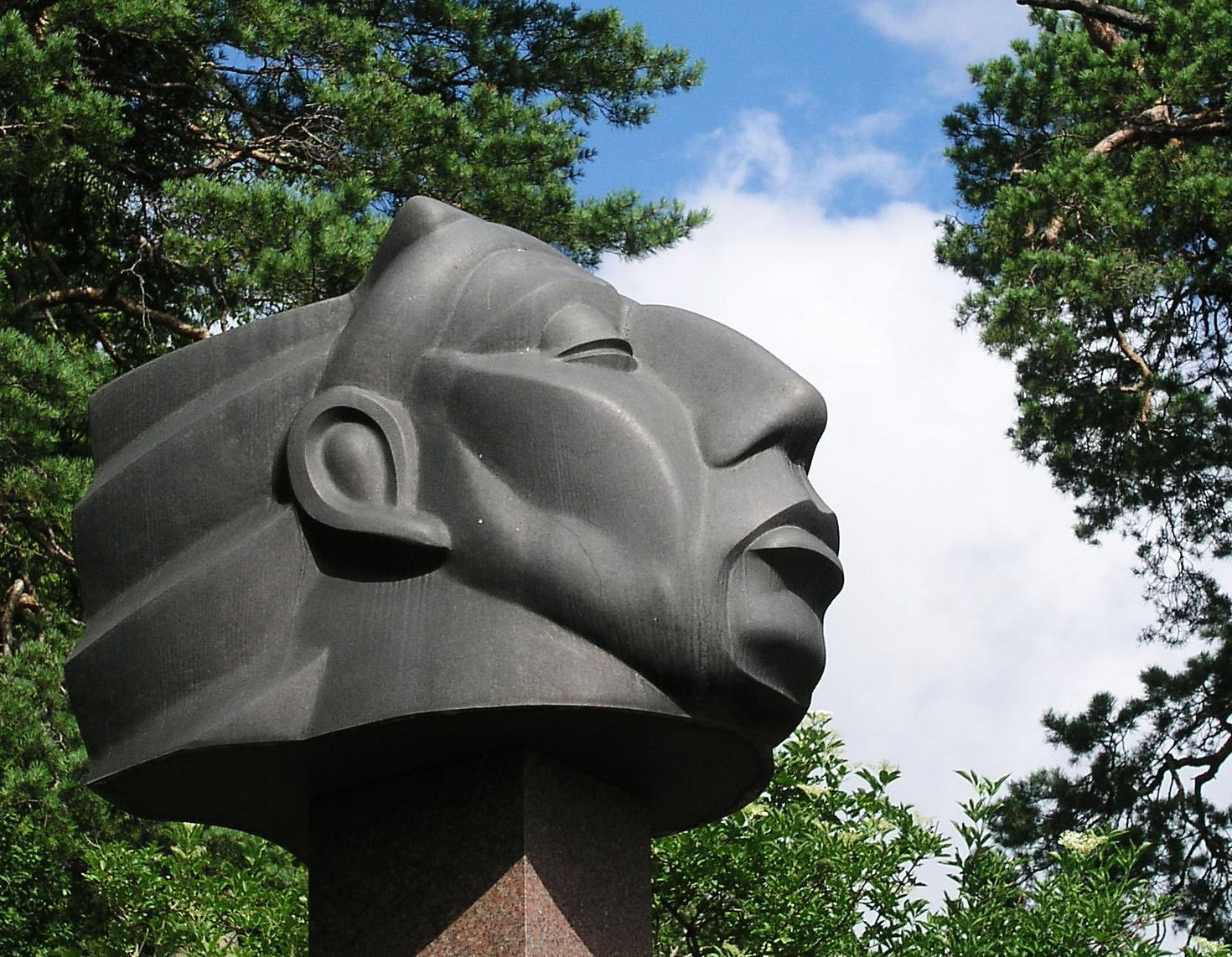
Indianhuvudet i diabas, replika på Millesgården, Lidingö i Sverige

Milles hade problem att få sin indian accepterad och alla hans förslag avvisades. Till sin syster Ruth Milles skrev han 1932 att “sist då all var klart, kontraktet undertecknat, kom en veteranförening 20 män med hustrur, männen vore synnerligen med på saken, men kvinnorna - som regerar här i landet - hade på tre minuter slagit ihjäl allting /…/ de ville ha en boyscout och ett träd, tänk sig det i glas och 10 meter högt.” Även pressen kritiserade det hela som slöseri med skattemedel på konst i depressionstider, det kom protester från krigsveteranföreningar och stadsfullmäktige funderade ett tag på att dra sig ur kontraktet med Milles.
Milles ursprungliga idé att utföra den tio meter höga indianskulpturen i glas visade sig ogenomförbar. Som material valdes istället vit onyx från Mexiko. Hela skulpturen består av 100 stenblock som sammanfogats, den väger 35 ton och är ungefär 12 meter hög. Själva bildhuggeriet utfördes av John Garatti. Arbetet pågick mellan 1932 och 1936 och sysselsatte åttio arbetare. Statyn är placerad på en snurrande bas som sakta vrider runt monumentet. Sockeln omges av en krans med mindre indianfigurer. Den Indianska fredsguden avtäcktes den 29 maj 1936 och väckte stort uppseende och beundran i USA. President Roosevelt hade tyvärr tvingats tacka nej att komma till invigningen.